# Nuova sinagoga di Magonza
La sinagoga nuova di Magonza è stata inaugurata il 3 settembre 2010 e costruita a Magonza sul sito dove si trovava la sinagoga distrutta dai nazisti integrando nella costruzione moderna il portale della sinagoga antecedente, l'unico elemento che si era salvato.
Magonza è sempre stato un importante centro ebraico lungo il Reno. Per centinaia di anni l'architettura ebraica era dominante nell'aspetto urbanistico della città. Questa tradizione fu interrotta il 9 novembre 1938 durante "Notte dei cristalli". Dopo la seconda guerra mondiale la comunità ebraica contava soltanto 130 soci. Oggi grazie all'immigrazione di ebrei dell'est la comunità è cresciuta nuovamente a 1.050 soci.

## Progettazione
Nel 1999 ebbe luogo il concorso per una sinagoga nuova. Lo vinse l'architetto di Colonia Manuel Herz con il progetto che prevedeva la costruzione architettonica di 5 gigantesche lettere ebraiche: Qedushah (קדושה) in stile del Decostruttivismo.